# Área salvaje Pasayten
El área salvaje Pasayten (en inglés: Pasayten Wilderness) es un área salvaje de los Estados Unidos que se encuentra en el bosque nacional Okanogan y el bosque nacional Mount Baker, en el estado de Washington. El límite norte del lugar es la frontera canadiense. Al otro lado de la frontera están los parques provinciales Manning y Cathedral. El área salvaje se encuentra junto a la zona del Ross Lake National Recreation hacia el oeste, y el parque nacional de las Cascadas del Norte. El Pacific Crest Trail National Scenic tiene su sección más septentrional en esta área salvaje. La parte occidental del área protegida ofrece vistas espectaculares de la cordillera de las Cascadas de Washington septentrionales, mientras que la sección oriental es conocida por sus prados y tundra.
El territorio es gestionado por el Servicio Forestal de los Estados Unidos.